# Граничні умови Неймана
Граничні умови Неймана або граничні умови другого роду - граничні умови звичайного диференціального рівняння або диференціальних рівнянь з частинними похідними, які визначають на границі області похідну від шуканої функції. 
В математичній фізиці похідна від функції часто зв'язана з потоками. 
Наприклад, якщо розглядати рівняння дифузії 
{\displaystyle {\frac {\partial n}{\partial t}}=D{\frac {\partial ^{2}n}{\partial x^{2}}}},
то граничні умови другого роду
{\displaystyle \left.{\frac {\partial n}{\partial x}}\right|_{x=0}=C}
означають існування сталого потоку речовини через границю.
Названі на честь Карла Готфріда Неймана